# La montagne des singes
 (juillet 2025).
Si vous disposez d'ouvrages ou d'articles de référence ou si vous connaissez des sites web de qualité traitant du thème abordé ici, merci de compléter l'article en donnant les références utiles à sa vérifiabilité et en les liant à la section « Notes et références ».
Ne doit pas être confondu avec Montagne des Singes (Kourou).
La montagne des singes est un parc animalier situé à Kintzheim, dans le département du Bas-Rhin, en région Grand Est (France). Créé en 1969, il s’étend sur 24 hectares de forêt vosgienne et accueille environ 240 macaques de Barbarie (Macaca sylvanus), également appelés Magots, en semi-liberté
Le parc permet une immersion au cœur de la vie sociale de cette espèce de primate en danger d’extinction, originaire des montagnes d’Afrique du Nord. Sans cages ni barrières, les visiteurs peuvent observer les comportements naturels des singes, notamment les interactions sociales, la hiérarchie, les soins parentaux ou encore les jeux des jeunes.
La montagne des singes s’inscrit dans une démarche à la fois pédagogique, scientifique et conservatoire, avec pour objectifs la sensibilisation du public, le soutien à la recherche comportementale, et la participation à des programmes de conservation en collaboration avec des partenaires au Maroc.
Ce parc est le premier d’un réseau européen dédié à cette espèce, qui comprend également la Forêt des Singes à Rocamadour (France), Affenberg Salem (Allemagne), et depuis 2005 Trentham Monkey Forest, situé dans le Staffordshire, au Royaume-Uni. Tous ces parcs partagent la même mission : permettre l’observation de macaques de Barbarie en liberté, favoriser leur reproduction, et contribuer à leur protection dans la nature

## Histoire
La montagne des singes a été fondée en 1969 à Kintzheim, en Alsace, par Gilbert de Turckheim et Jacques Renaud. Elle constitue le premier parc au monde à proposer des macaques de Barbarie en semi-liberté, dans une forêt de 24 hectares, sans cages ni enclos.
Forts de ce succès, les fondateurs ont ensuite ouvert :
- en 1974 : la Forêt des Singes à Rocamadour (Lot)[2]
- en 1976 : l’Affenberg Salem en Allemagne
- en 2005 : le Trentham Monkey Forest au Royaume-Uni

Ces quatre parcs forment un réseau européen cohérent, destiné à l’observation, à la conservation et à la sensibilisation autour de cette espèce.
À la suite du décès de Gilbert de Turckheim en 2020, le parc a été repris par son fils, Guillaume de Turckheim.
En 2022, la montagne des singes a investi près de 300 000 euros pour concevoir un nouveau parcours ludique et pédagogique intitulé « Dans la peau d’un singe ». Ce parcours immersif, destiné aux enfants à partir de 6 ans, permet de reproduire les déplacements et comportements de plusieurs primates (magot, gibbon, gorille, sifaka…) grâce à une quinzaine de modules : agrès, filets, passerelles, mare pédagogique, mur à oiseaux, etc.
Depuis sa création, le parc a vu naître plusieurs générations de singes et a participé à des projets de réintroduction au Maroc afin de renforcer les populations sauvages.
Le macaque de Barbarie est aujourd’hui classé en danger par l’UICN, avec moins de 8 000 individus dans la nature. L’espèce est menacée par :
- la déforestation (cèdres, chênes, pins),
- le surpâturage par les troupeaux domestiques,
- le braconnage et le trafic illégal (notamment pour les selfies touristiques ou comme animaux de compagnie).

La montagne des singes collabore avec des ONG marocaines, des chercheurs et des organismes de conservation pour soutenir la sauvegarde de l’espèce.

## But du parc
Les buts principaux de la montagne des singes sont :
- offrir un espace de loisirs nature aux visiteurs — c'est un parc où les singes sont dans une forêt de 24 hectares[7] ;
- fournir un service pédagogique[8] aux visiteurs grâce aux guides présents le long du circuit, aux panneaux d'information présents le long du circuit et à la visite de groupes scolaires.

## Photos

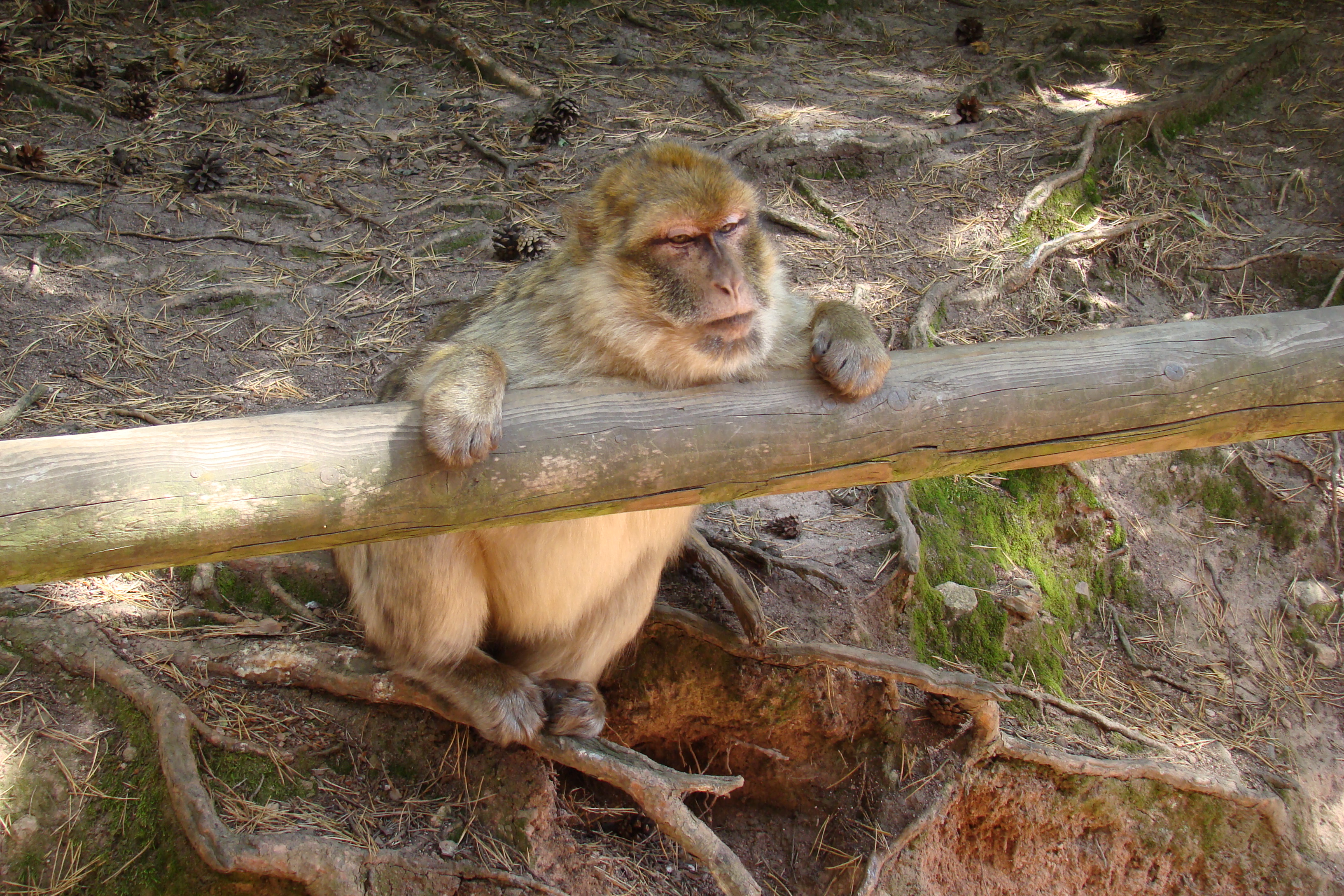
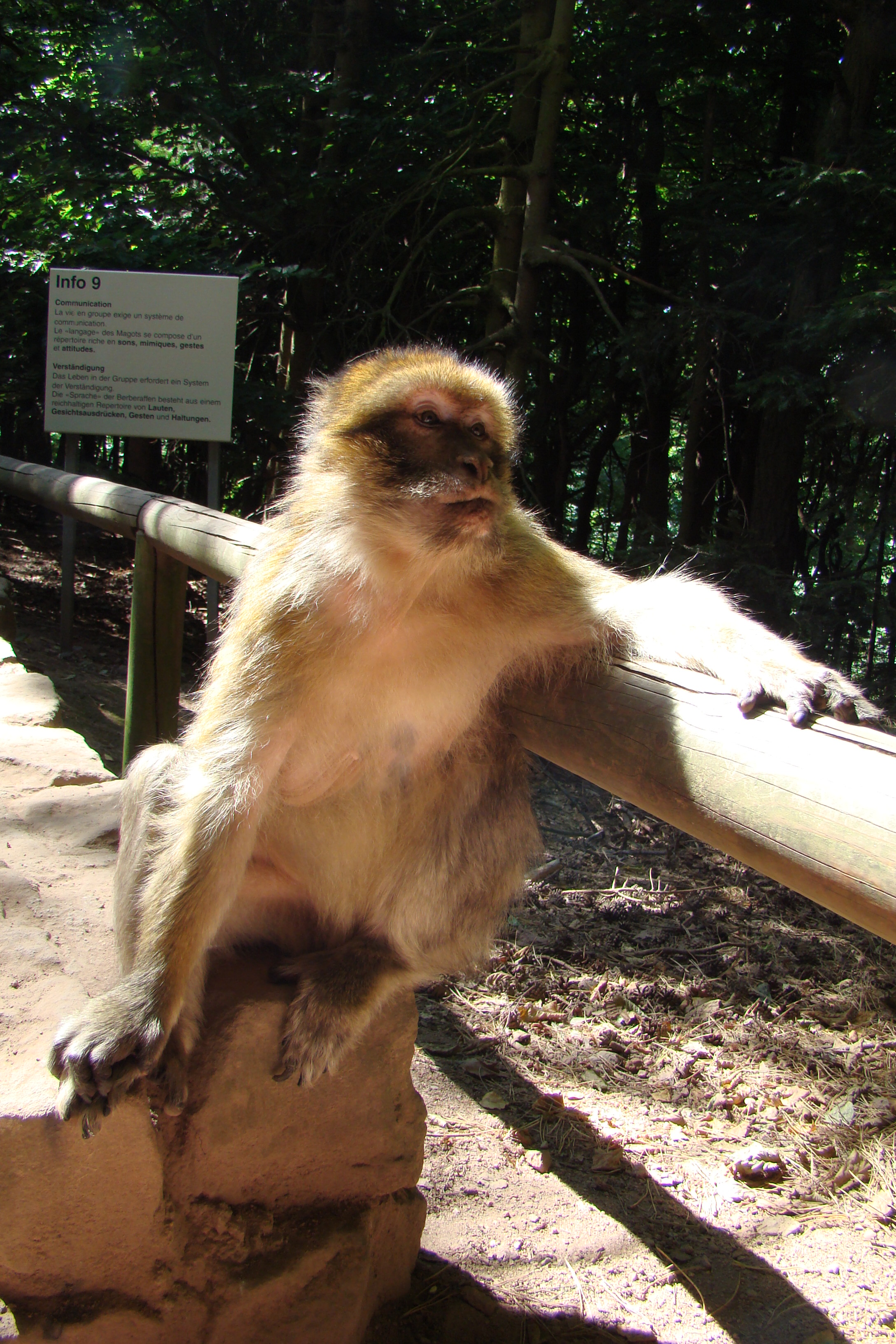
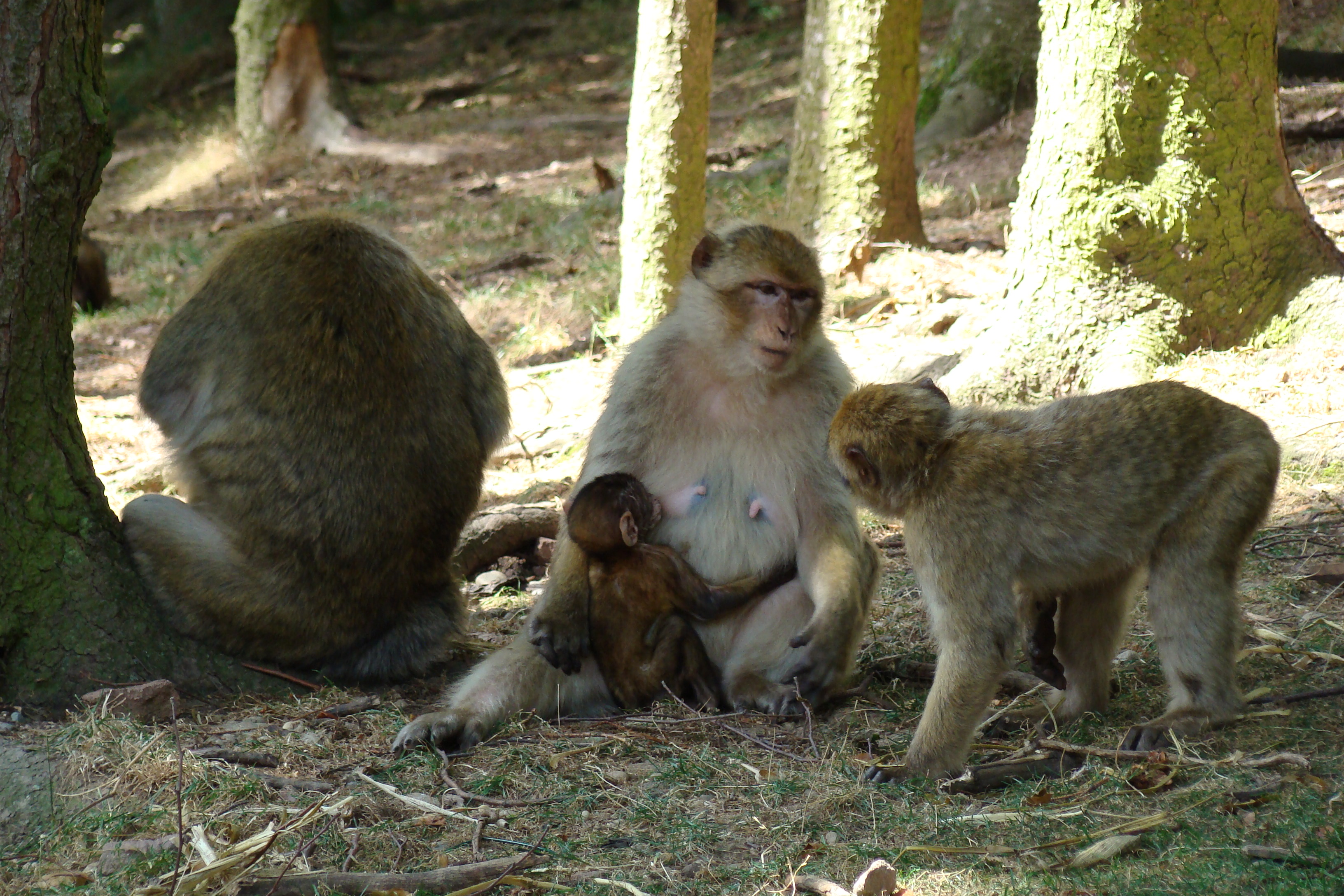
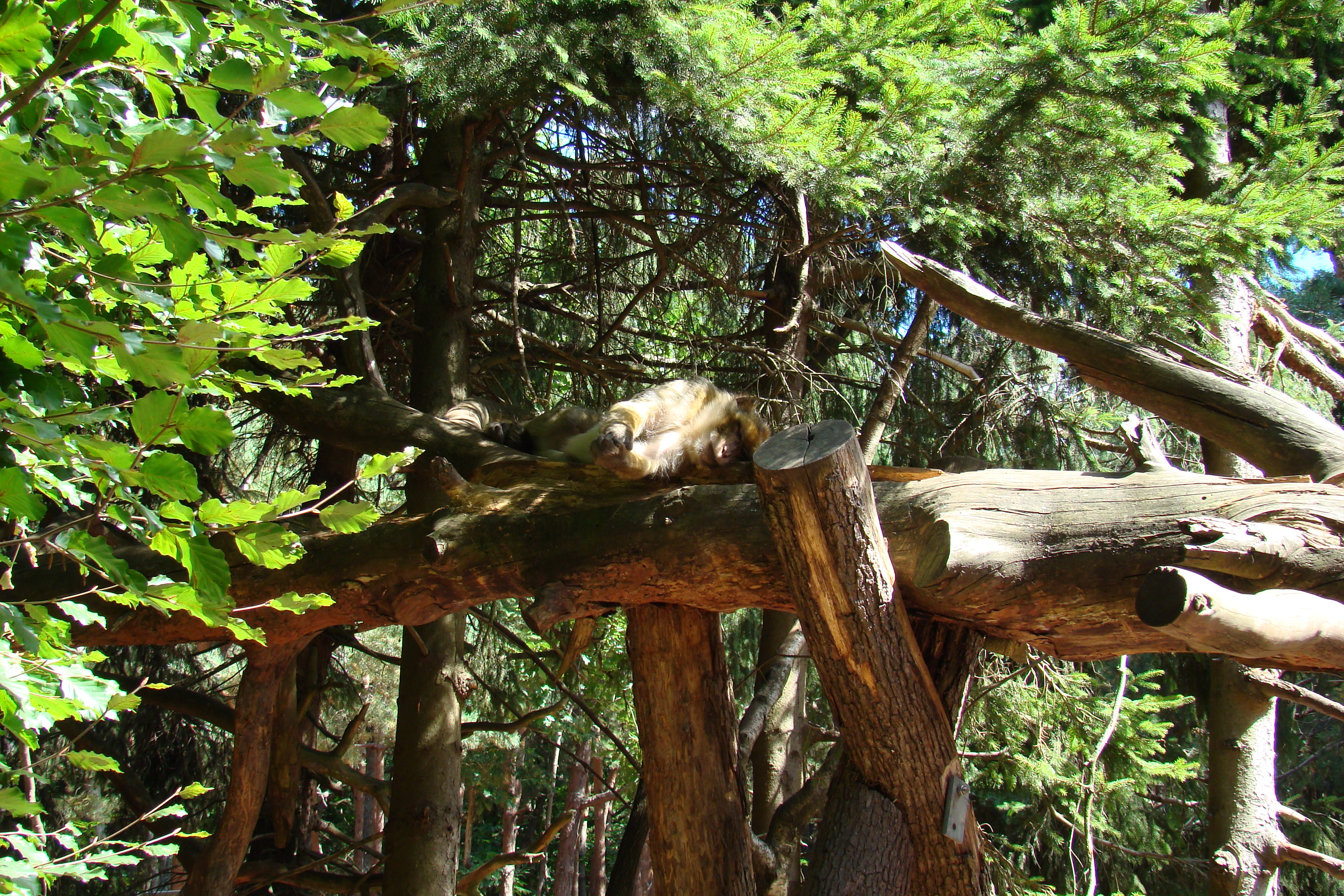
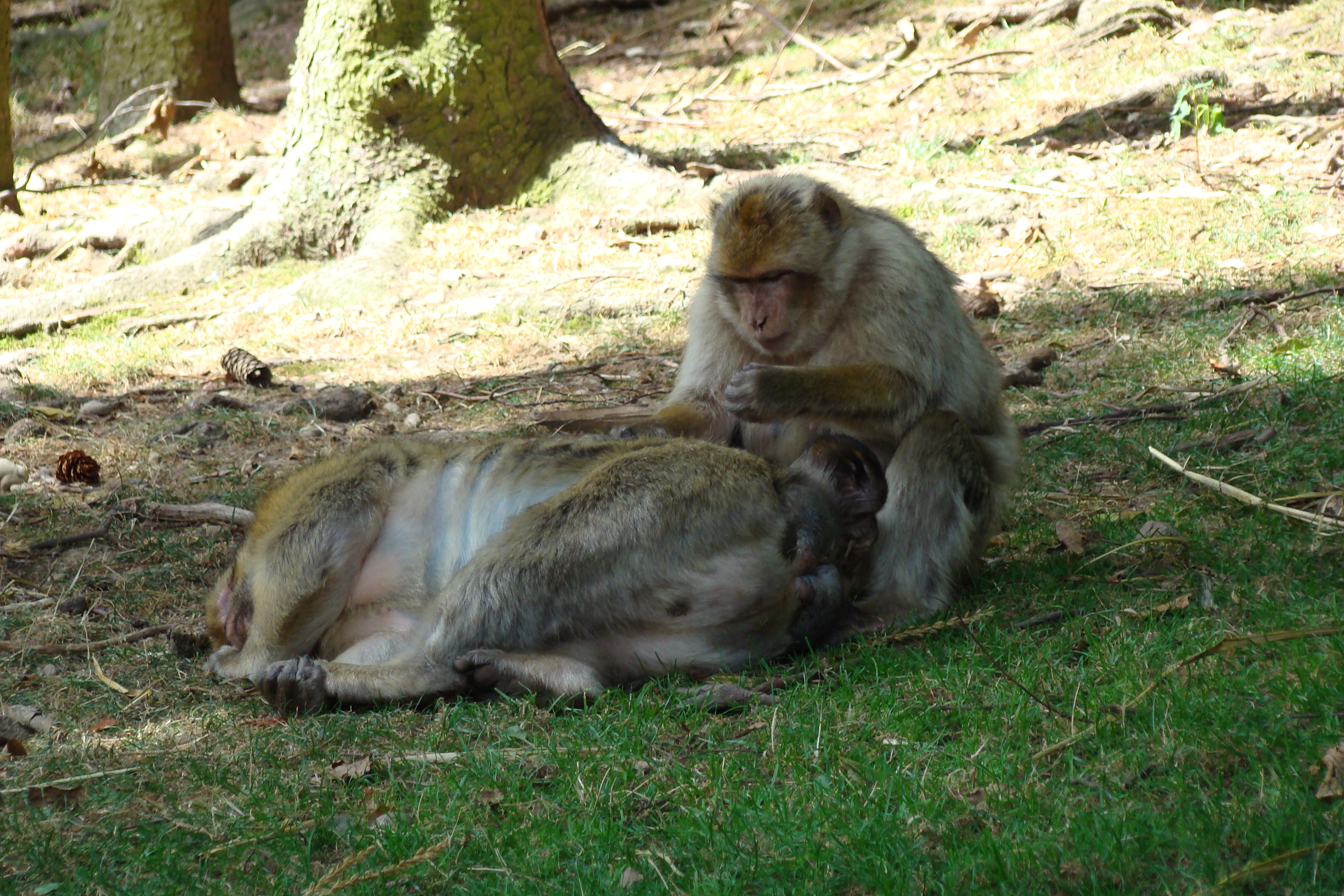
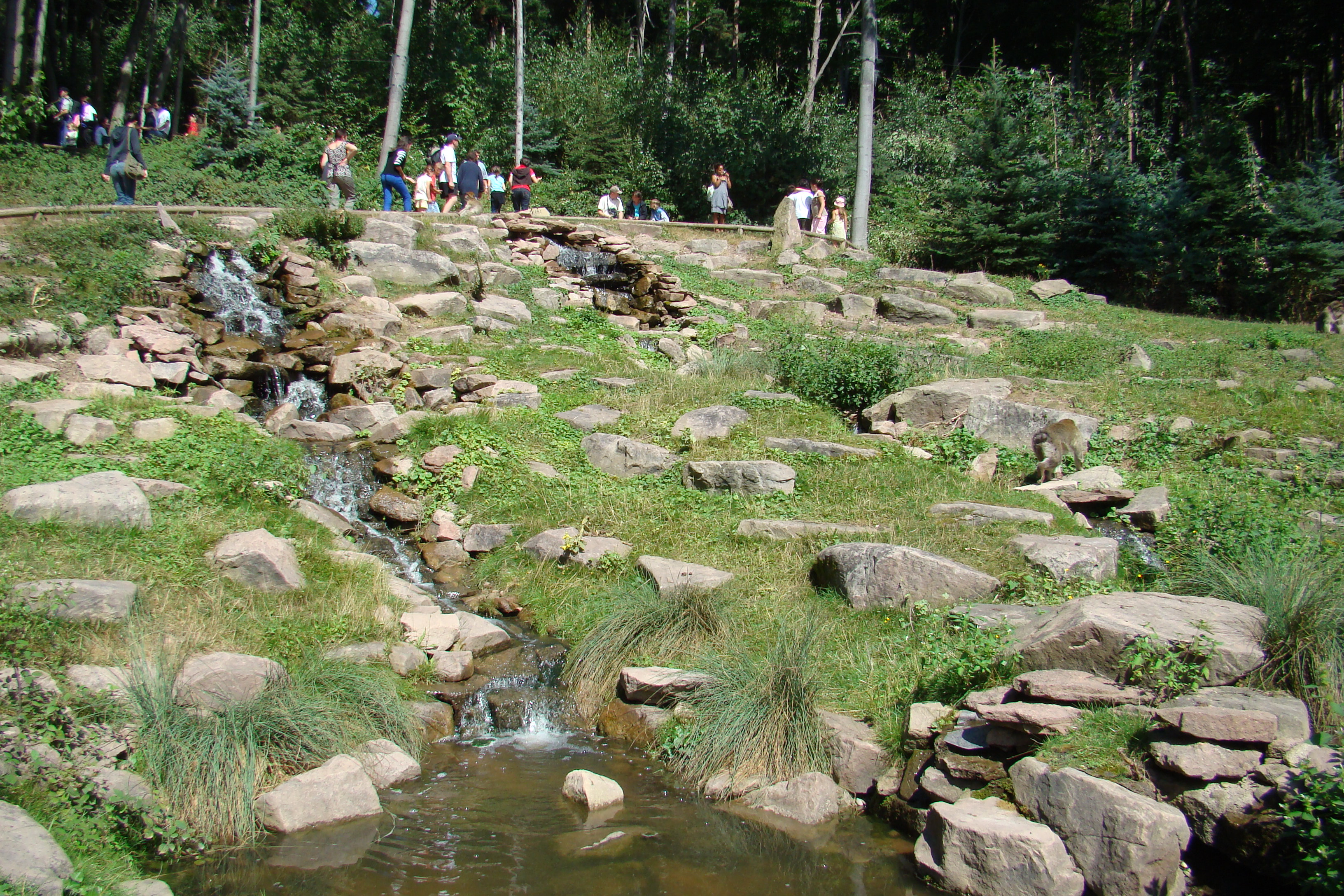
Cascade dans la montagne des singes.